# Fjodorovka (řeka)
Fjodorovka (rusky Фёдоровка) je řeka v Kirovské oblasti v Rusku. Je 139 km dlouhá. Povodí má rozlohu 2310 km².

## Průběh toku
Pramení ve vysočině Severní Uvaly. Je to pravý přítok Kobry (povodí Vjatky).

## Vodní stav
Zdroj vody je převážně sněhový. Nejvyšší vodní stav má od dubna do června. Průměrný průtok vody ve vzdálenosti 45 km od ústí činí 8 m³/s. Zamrzá v říjnu až v listopadu a rozmrzá v dubnu. Je splavná.